# PräsidentInnenkonferenz der Verwaltungsgerichte
Die PräsidentInnenkonferenz der Verwaltungsgerichte ist eine Kooperationsplattform der Präsidenten und Präsidentinnen der österreichischen Verwaltungsgerichte. Die Konferenz ist neben der Johannes-Kepler-Universität Linz, der Wirtschaftsuniversität Wien und dem Verwaltungsgerichtshof Träger der Österreichischen Akademie der Verwaltungsgerichtsbarkeit.
--
Die Konferenz tagt mindestens zweimal jährlich. Parallel dazu gibt es mehrere ständige Arbeitsgruppen, die sich unterschiedlichen Themenschwerpunkten widmen.
Zu den Aktivitäten der PräsidentInnenkonferenz gehört unter anderem, Stellungnahmen zu Gesetzesentwürfen zu erstatten wie beispielsweise zur Fortentwicklung des Verfahrensrechtes oder zur Einführung der COVID-19-Impfpflicht. Zur vierten Evaluierungsrunde des GRECO-Berichts gab die PräsidentInnenkonferenz der Verwaltungsgerichte berichtigende Stellungnahmen ab.

## Entstehung
Bereits vor der zweistufigen Organisation der Verwaltungsgerichtsbarkeit gab es eine Vorsitzendenkonferenz der Unabhängigen Verwaltungssenate, den Vorgängertribunalen der Verwaltungsgerichte. Diese Form der Zusammenarbeit wurde nach der Verwaltungsgerichtsbarkeits-Novelle 2012 mit den Präsidenten der neun Landesverwaltungsgerichte, des Bundesverwaltungsgerichts und des Bundesfinanzgerichts fortgeführt.

## Gründung der Österreichischen Akademie der Verwaltungsgerichtsbarkeit
Die Präsidentenkonferenz der Verwaltungsgerichte hat im Jahr 2014 das Projekt einer gemeinsamen Fort- und Weiterbildung für alle österreichischen Verwaltungsrichterinnen und -richter initiiert. Die österreichischen Verwaltungsrichterinnen und -richter sind nach Art. 87 Bundes-Verfassungsgesetz (B-VG) in Ausübung ihres richterlichen Amtes unabhängig. Im Jahr 2017 wurde die Österreichische Akademie der Verwaltungsgerichtsbarkeit (ÖAVG) für Recht, Management und Innovation als unabhängige Fortbildungsinstitution eingerichtet. Die PräsidentInnenkonferenz übernimmt als eine der vier Träger der ÖAVG administrative Aufgaben.